# Eucalyptus tintinnans
Eucalyptus tintinnans ist eine Pflanzenart innerhalb der Familie der Myrtengewächse (Myrtaceae). Sie kommt im Nordwesten und Nordosten des australischen Northern Territory vor und wird dort „Ringing Gum“oder „Hills Salmon Gum“ genannt.

## Beschreibung

### Erscheinungsbild und Blatt
Eucalyptus tintinnans wächst als Baum, der Wuchshöhen bis zu 15 Meter erreicht. Die Borke ist am gesamten Baum glatt und weiß, grau-braun oder braun. Öldrüsen gibt es sowohl in der Borke als auch im Mark.
Bei Eucalyptus tintinnans liegt Heterophyllie vor. Die Laubblätter sind stets in Blattstiel und -spreite gegliedert. Der Blattstiel ist schmal abgeflacht oder kanalförmig. An mittelalten Exemplaren ist die Blattspreite lanzettlich bis eiförmig, gerade, ganzrandig und matt grün. Die auf Ober- und Unterseiten gleichfarbig matt grünen Laubblätter an erwachsenen Exemplaren sind lanzettlich, fast kreisrund, kreisrund oder rhombisch, gerade, relativ dünn, an der Spreitenbasis gerundet und besitzen ein rundes oder gekerbtes oberes Ende. Die erhabenen Seitennerven gehen in einem stumpfen Winkel vom Mittelnerv ab. Die Keimblätter (Kotyledone) sind umgekehrt nierenförmig.

### Blütenstand und Blüte
Seitenständig an einem bei einem Durchmesser von bis zu 3 mm im Querschnitt stielrunden, vierkantigen, schmal abgeflachten oder kantigen  Blütenstandsschaft stehen in zusammengesetzten Gesamtblütenständen etwa drei- bis siebenblütige Teilblütenstände. Die Blütenknospen sind eiförmig und nicht blaugrün bemehlt oder bereift. Die Kelchblätter bilden eine Calyptra, die früh abfällt. Die glatte Calyptra ist halbkugelig, dreimal so lang wie der glatte Blütenbecher (Hypanthium) und ebenso breit wie dieser. Die Blüten sind weiß oder cremeweiß.

### Frucht
Die Frucht ist halbkugelig oder spindelförmig. Der Diskus kann eingedrückt, flach oder angehoben sein, die Fruchtfächer stehen heraus.

## Vorkommen
Das natürliche Verbreitungsgebiet von Eucalyptus tintinnans liegt im Nordwesten und Nordosten des Northern Territory, hauptsächlich südlich von Darwin.

## Taxonomie
Die Erstbeschreibung erfolgte 1924 durch William Blakely als Varietät der Art Eucalyptus platyphylla unter dem Namen (Basionym) Eucalyptus platyphylla var. tintinnans Blakely & Jacobs in A Key to the Eucalypts, S. 138. Das Typusmaterial weist die Beschriftung “Small tree, mallee-like habit, up to 25 feet high. (…) Chiefly on hills. Wandi.” auf. Lawrence Alexander Sidney Johnson und Kenneth D. Hill gaben ihr 1988 den Rang einer Art Eucalyptus tintinnans (Blakely & Jacobs) L.A.S.Johnson & K.D.Hill im Abschnitt Eucalyptus in der Flora of Australia, Volume 19, S. 509. Das Artepitheton tintinnans ist vom lateinischen Wort tintinnare für läuten abgeleitet.